# مرصد هامبورغ
مرصد هامبورغ هو مرصد فلكي يقع في حي بيرجيدورف بمدينة هامبورغ في شمال ألمانيا. المرصد مملوك ويدار من قبل جامعة هامبورغ.